# Доменіко Мароккіно
Доменіко Мароккіно (італ. Domenico Marocchino, нар. 5 травня 1957, Верчеллі) — італійський футболіст, що грав на позиції півзахисника.
Виступав, зокрема, за клуб «Ювентус», а також національну збірну Італії.
Дворазовий чемпіон Італії. Володар Кубка Італії. 

## Клубна кар'єра
Народився 5 травня 1957 року в місті Верчеллі. Вихованець футбольної школи клубу «Ювентус».
У дорослому футболі дебютував 1976 року виступами за команду клубу «Юніорказале», в якій провів один сезон, взявши участь у 35 матчах чемпіонату. 
Згодом з 1977 по 1979 рік грав у складі команд клубів «Кремонезе» та «Аталанта».
Своєю грою за останню команду привернув увагу представників тренерського штабу клубу «Ювентус», до складу якого приєднався 1979 року. Відіграв за «стару сеньйору» наступні чотири сезони своєї ігрової кар'єри. Більшість часу, проведеного у складі «Ювентуса», був основним гравцем команди. За цей час двічі виборював титул чемпіона Італії, ставав володарем Кубка Італії.
Протягом 1983—1988 років захищав кольори клубів «Сампдорія», «Болонья» та «Казале».
Завершив професійну ігрову кар'єру у клубі «Валенцана», за команду якого виступав протягом 1988—1992 років.

## Виступи за збірну
1981 року провів єдину гру у складі національної збірної Італії. 

## Титули і досягнення
- Чемпіон Італії (2):

«Ювентус»: 1980–81, 1981–82
- Володар Кубка Італії (1):

«Ювентус»: 1982–83